# Révolte du Lanturlu
La Révolte du Lanturlu, aussi appelée l'Émeute des Lanturelus ou la Révolte des Lanturelus de Dijon, est le nom donné, à cause du refrain « lanturlu » repris en chœur par les émeutiers, à un soulèvement populaire qui éclata à Dijon en 1630.

## Origine de cette révolte
Richelieu décide, par un édit, d'imposer à la Bourgogne, pays d'états, un régime administratif de pays d'élections. Les vignerons et les artisans estiment que la conséquence de l'édit sera l'assujettissement à des impôts toujours plus élevés, les impôts d'un pays d'élections étant directement subordonnés au pouvoir royal au lieu de passer par les traditionnelles assemblées provinciales des pays d'états. Les autorités locales sont majoritairement opposées à cette réforme : le maire, les échevins, les députés des états de Bourgogne. Dès novembre 1629, les députés des trois ordres ont estimé que le projet était préjudiciable à leur ville et à leur province ; une lettre du maire adressée aux échevins parle de ses démarches pour s'opposer à la réforme. Mais la Chambre des comptes soutient la réforme. Cette opposition entre ces instances est ancienne. Les conflits entre les instances ont entre autres porté sur les tailles (impôts directs), sur la gabelle (impôt indirect sur le sel particulièrement impopulaire), ou sur l'autorité pouvant juger les comptables. En 1604, le pouvoir royal avait arbitré en faveur du parlement. Déjà en juillet 1626, il y eut augmentation du pouvoir de la chambre des comptes sur la fiscalité de la province (contrôle des greniers à sel), mesures auquel le parlement avait vainement fait part de son désaccord.
Les vignerons estiment être les premiers concernés par le nouvel édit, les éventuels nouveaux impôts porteraient, entre autres, sur le vin. Jusqu'alors, lorsque le vin est exporté hors de la province, il est taxé, mais il est exonéré lorsqu'il circule à l'intérieur de la province. Les vignerons redoutent une imposition s'appliquant aussi aux ventes locales.
Le bruit court, le 27 février, que la Chambre des comptes va approuver la réforme. C'est le point de départ de la révolte. Il y avait déjà quelques jours que certains prévoyaient que des émeutes étaient possibles.

## Chronologie de la révolte
Les événements débutent le mercredi 27 février, ce jour-là une cinquantaine de personnes défilent et font tapage jusqu'à minuit dans un climat plutôt joyeux. Le 28 février les vignerons s'attroupent, dès six heures du matin et font sonner le tocsin à l'église Saint-Michel. Le chef est Anatoire Changenet dit « le Roy Machart » (ou « Machas », on ignore la raison pour laquelle il était appelé ainsi, peut-être par son accoutrement très coloré, il s'était habillé pour l'occasion d'une couronne de lierre). La troupe parcourt les rues de Dijon, en chantant le refrain Lanturlu. Les manifestants brûlent un portrait du roi ; crient aussi "vive l'empereur". Les émeutiers ont prévu précisément leurs objectifs : ils vont saccager sept maisons simultanément, toutes appartenant à de notables et représentant le pouvoir : il se dirigent d'abord vers la maison du trésorier général, ils la saccagent, puis, en se divisant en deux groupes, vont vers d'autres maisons : celle du président de la chambre des comptes, chez le greffier du parlement, chez le correcteur à la chambre des comptes, chez le premier président au parlement Etienne de Loisy. Trois maisons sont incendiées, les autres saccagées. Au total la durée de l'action a été de sept ou huit heures. 
La rébellion reprend le 1er mars après-midi mais le commandant Mirebeau fait tirer sur les mutins. Quatorze sont tués place Saint-Michel.

## Conséquences de la révolte
Louis XIII, informé de la situation, et alors en visite à Troyes, se rendit à Dijon le 26 avril 1630. le roi fit son entrée avec la reine mère et la reine régnante. Le 29 avril environ deux cents habitants se rendent au logis du roi avec le maire, les échevins et capitaines pour demander pardon à Sa Majesté. Le roi pardonne mais des sanctions sont prononcées contre la ville. Ces sanctions royales ne sont que très partiellement appliquées, cependant les charges financières de réparations mises à la charge de la commune sont très lourdes (l'équivalent de plusieurs années du budget de la commune). 
Henri II de Bourbon-Condé, gouverneur, succédant au duc de Bellegarde, obtient, le 26 mars 1631, la révocation de l'édit d'élections, le rétablissement des privilèges de la ville et l'élection des échevins dans les formes antérieures. Apparemment le pouvoir central a cédé. Mais ce changement de 1631, opéré par l'autorité royale, est moins un recul qu'une stratégie, elle ne signifie pas que le pouvoir royal ait abandonné sa volonté de contrôle : la monarchie cède moins aux demandes qu'elle ne cherche à obtenir les mêmes résultats par d'autres moyens.
Anatoire Changenet est jugé le 23 mars 1631.
Cette révolte reste dans les mémoires. Mais le côté folklorique lié à la chanson a pris le pas sur les significations profondes de la révolte. Ainsi au XIXe siècle une pièce de théâtre a été écrite par Eugène Fyot 